# Tabalak
Tabalak est une localité et une commune rurale du Niger, du département de Abalak, région de Tahoua.

## Géographie
Tabalak est située sur les rives de la Mare de Tabalak et sur la route nationale 25 (axe Tahoua-Agadez) à 85 km au sud du chef-lieu départemental Abalak.  
| Kao    | Abalak  |            |
| Kao    | Tabalak | Akoubounou |
| Barmou | Kéita   |            |

## Histoire
La commune rurale de Tabalak est instaurée en 2002.

## Population
Lors du recensement général de 2012, la population communale est relevée à 42 520 habitants. La localité compte 7 167 habitants en 2012.

## Localités
La commune s'étend au sud-ouest du département d'Abalak sur 62 localités.

## Services et infrastructures
- Centre de Santé Intégré (CSI) à Tabalak, Kéhéhé, Salam Lékoum et Tourouf[4].
- Collège d'enseignement général (CEG) à Tabalak.
- Centre de formation aux Métiers de Tabalak (CFM) à Tabalak.